# Condezaygues
Condezaygues est une commune du Sud-Ouest de la France, située dans le département de Lot-et-Garonne (région Nouvelle-Aquitaine).

## Géographie

### Localisation
Commune de l'aire d'attraction de Fumel située dans son unité urbaine sur le Lot dans sa partie basse.

### Communes limitrophes
Condezaygues est limitrophe de cinq autres communes.
Les communes limitrophes sont  Monsempron-Libos, Monségur, Saint-Vite, Salles et Trentels.
|          | Salles       |                  |
| Monségur | Condezaygues | Monsempron-Libos |
| Trentels | Saint-Vite   |                  |

### Géologie et relief
La superficie de la commune est de 1 081 hectares ; son altitude varie de 56  à   172 mètres.

### Hydrographie
La commune est arrosée par le Lot qui sert de frontière naturelle dans sa partie sud et avec la commune de Saint-Vite.

### Climat
Pour des articles plus généraux, voir Climat de la Nouvelle-Aquitaine et Climat de Lot-et-Garonne.
Historiquement, la commune est exposée à un climat océanique aquitain.  
En 2020, Météo-France publie une typologie des climats de la France métropolitaine dans laquelle la commune est exposée à un climat océanique altéré et est dans la région climatique Aquitaine, Gascogne, caractérisée par une pluviométrie abondante au printemps, modérée en automne, un faible ensoleillement au printemps, un été chaud (19,5 °C), des vents faibles, des brouillards fréquents en automne et en hiver et des orages fréquents en été (15 à 20 jours).
Pour la période 1971-2000, la température annuelle moyenne est de 13,2 °C, avec une amplitude thermique annuelle de 14,8 °C. Le cumul annuel moyen de précipitations est de 838 mm, avec 10,5 jours de précipitations en janvier et 6,8 jours en juillet. Pour la période 1991-2020, la température moyenne annuelle observée sur la station météorologique la plus proche, située sur la commune de Lacapelle-Biron à 13 km à vol d'oiseau, est de 13,6 °C et le cumul annuel moyen de précipitations est de 833,3 mm,. Pour l'avenir, les paramètres climatiques de la commune estimés pour 2050 selon différents scénarios d’émission de gaz à effet de serre sont consultables sur un site dédié publié par Météo-France en novembre 2022.

## Urbanisme

### Typologie
Au 1er janvier 2024, Condezaygues est catégorisée commune rurale à habitat dispersé, selon la nouvelle grille communale de densité à sept niveaux définie par l'Insee en 2022.
Elle appartient à l'unité urbaine de Fumel, une agglomération intra-départementale regroupant sept  communes, dont elle est une commune de la banlieue,,. Par ailleurs la commune fait partie de l'aire d'attraction de Fumel, dont elle est une commune de la couronne,. Cette aire, qui regroupe 10 communes, est catégorisée dans les aires de moins de 50 000 habitants,.

### Occupation des sols

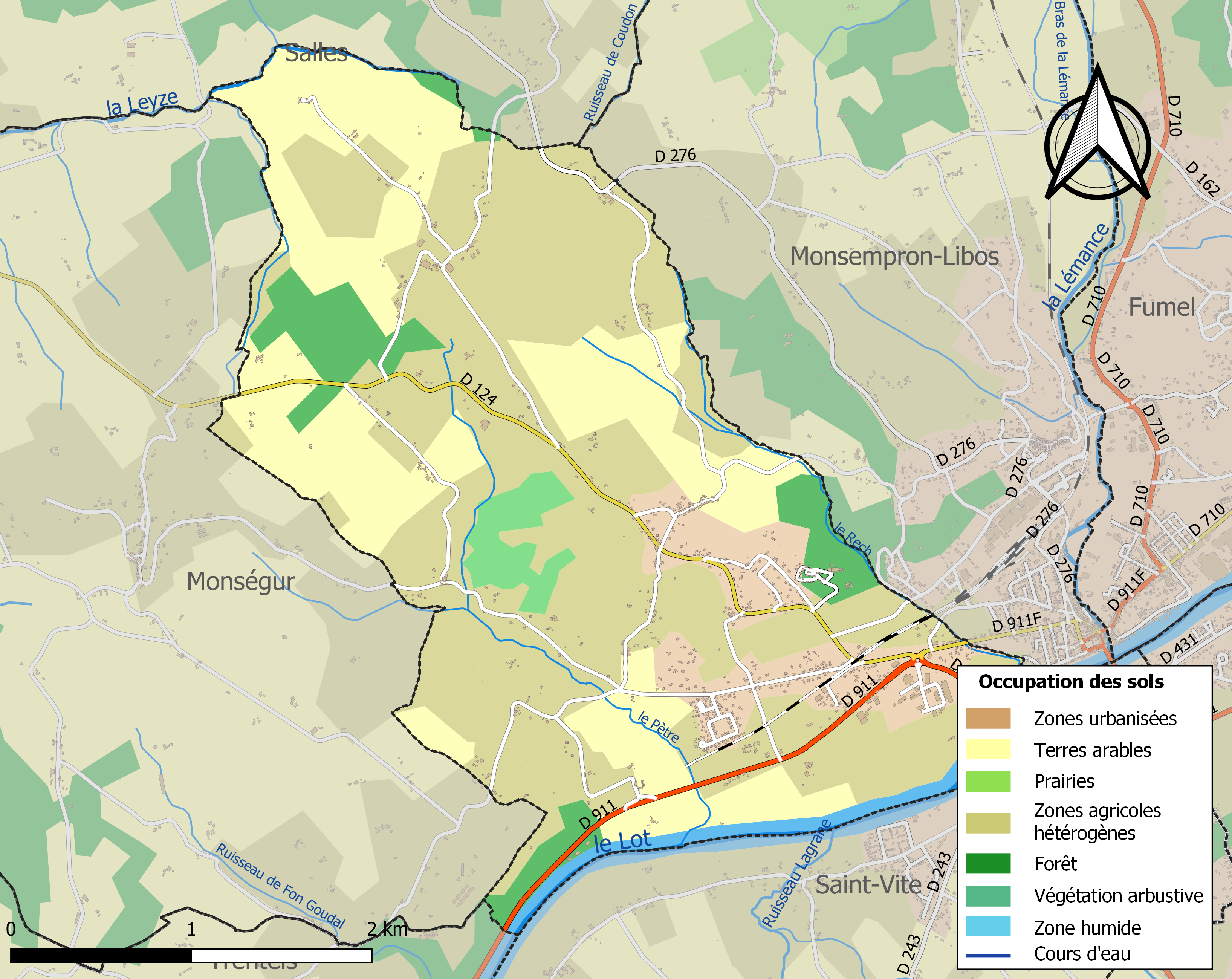
Carte des infrastructures et de l'occupation des sols de la commune en 2018 (CLC).

L'occupation des sols de la commune, telle qu'elle ressort de la base de données européenne d’occupation biophysique des sols Corine Land Cover (CLC), est marquée par l'importance des territoires agricoles (79,3 % en 2018), en diminution par rapport à 1990 (85 %). La répartition détaillée en 2018 est la suivante : 
zones agricoles hétérogènes (51,6 %), terres arables (27,6 %), zones urbanisées (9,3 %), forêts (6,6 %), eaux continentales (2,5 %), milieux à végétation arbustive et/ou herbacée (2,3 %). L'évolution de l’occupation des sols de la commune et de ses infrastructures peut être observée sur les différentes représentations cartographiques du territoire : la carte de Cassini (XVIIIe siècle), la carte d'état-major (1820-1866) et les cartes ou photos aériennes de l'IGN pour la période actuelle (1950 à aujourd'hui).

### Voies de communication et transports
Accès avec les routes départementales RD 911, D 124.

### Risques majeurs
Le territoire de la commune de Condezaygues est vulnérable à différents aléas naturels : météorologiques (tempête, orage, neige, grand froid, canicule ou sécheresse), inondations, mouvements de terrains et séisme (sismicité très faible). Il est également exposé à deux risques technologiques,  le transport de matières dangereuses et la rupture d'un barrage. Un site publié par le BRGM permet d'évaluer simplement et rapidement les risques d'un bien localisé soit par son adresse soit par le numéro de sa parcelle.

#### Risques naturels
Certaines parties du territoire communal sont susceptibles d’être affectées par le risque d’inondation par débordement de cours d'eau, notamment le Lot et la Leyze. La commune a été reconnue en état de catastrophe naturelle au titre des dommages causés par les inondations et coulées de boue survenues en 1982, 1983, 1993, 1999, 2003, 2008, 2009 et 2021,.
Les mouvements de terrains susceptibles de se produire sur la commune sont des glissements de terrain et des tassements différentiels.

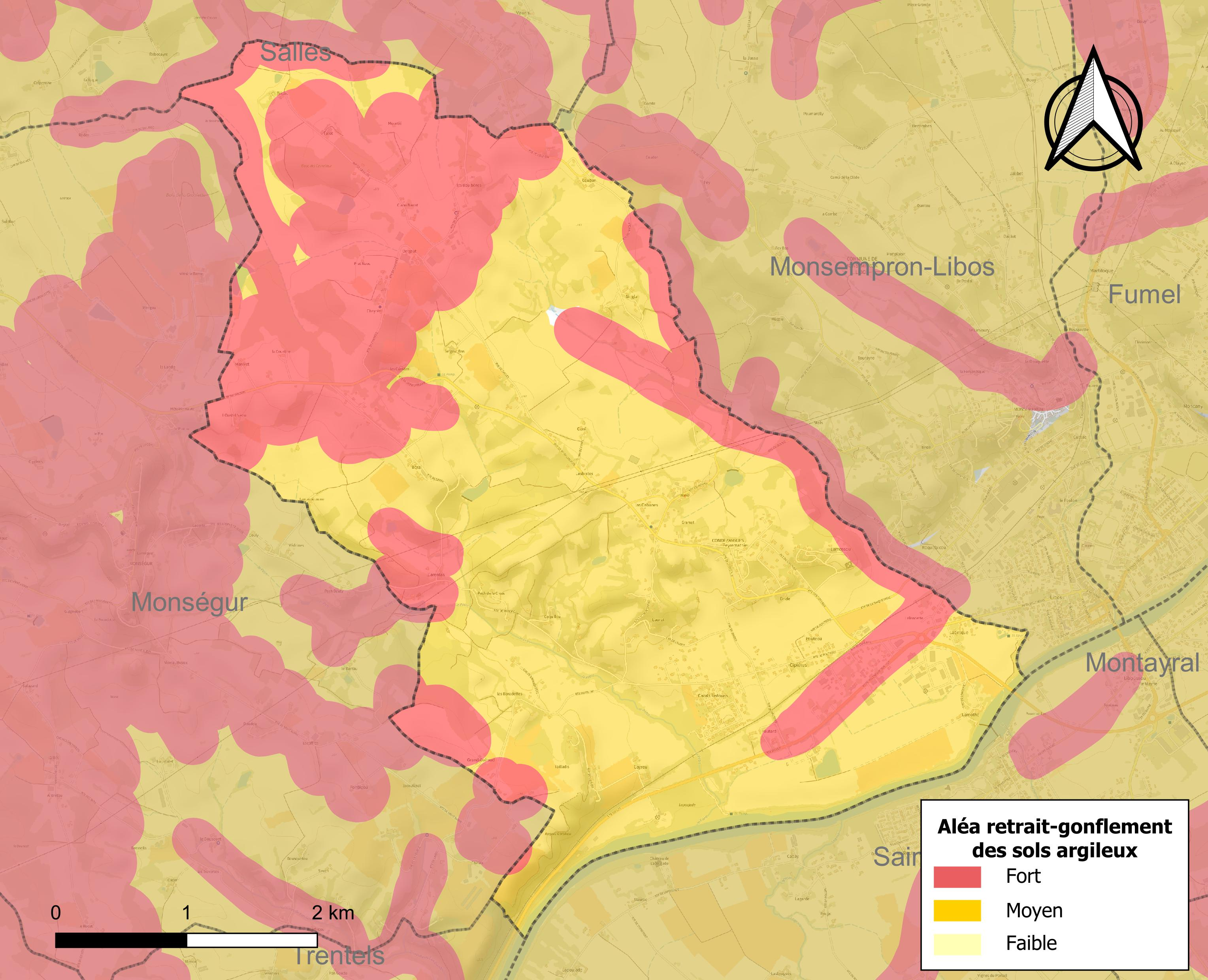
Carte des zones d'aléa retrait-gonflement des sols argileux de Condezaygues.

Le retrait-gonflement des sols argileux est susceptible d'engendrer des dommages importants aux bâtiments en cas d’alternance de périodes de sécheresse et de pluie. 99,9 % de la superficie communale est en aléa moyen ou fort (91,8 % au niveau départemental et 48,5 % au niveau national). Depuis le 1er octobre 2020, en application de la loi ELAN, différentes contraintes s'imposent aux vendeurs, maîtres d'ouvrages ou constructeurs de biens situés dans une zone classée en aléa moyen ou fort,.
Concernant les mouvements de terrains, la commune a été reconnue en état de catastrophe naturelle au titre des dommages causés par la sécheresse en 1989, 1991, 2002, 2003, 2009, 2011 et 2017 et par des mouvements de terrain en 1999.

#### Risque technologique
La commune est en outre située en aval des barrages de Grandval dans le Cantal et de Sarrans en Aveyron, des ouvrages de classe A. À ce titre elle est susceptible d’être touchée par l’onde de submersion consécutive à la rupture de cet ouvrage.

## Toponymie
« Condezaygues » peut être traduit par « rencontre de plusieurs cours d’eau ». Ce village est bâti sur un petit éperon rocheux, au-dessus d’un lac.

## Politique et administration

### Administration municipale
Le nombre d'habitants au recensement de 2011 étant compris entre 500 et 1 499 habitants, le nombre de membres du conseil municipal pour l'élection de 2014 est de quinze,.

### Rattachements administratifs et électoraux
La commune fait partie de la 3e circonscription de Lot-et-Garonne de la communauté de communes Fumel Vallée du Lot et du canton du Fumélois (avant le redécoupage départemental de 2014, Condezaygues faisait partie de l'ex-canton de Fumel) et avant le 1er janvier 2017 elle faisait partie de la communauté de communes Fumel Communauté.

### Liste des maires
| Période                                  | Période   | Identité               | Étiquette | Qualité                            |
| ---------------------------------------- | --------- | ---------------------- | --------- | ---------------------------------- |
| 1789                                     | 1793      | Delbrel                |           |                                    |
| 1793                                     | 1813      | Jean Jacques Rost      |           |                                    |
| 1813                                     | 1815      | Jean Pierre Tricou     |           |                                    |
| 1815                                     | 1830      | Jean Gramont-Bergan    |           |                                    |
| 1830                                     | 1831      | Père Tricou            |           |                                    |
| 1831                                     | 1834      | Émile Jean Joseph Rost |           |                                    |
| 1834                                     | 1848      | Cyprien Favard         |           |                                    |
| 1848                                     | 1851      | Jean Pierre Solacroup  |           |                                    |
| 1851                                     | 1852      | Cyprien Favard         |           |                                    |
| 1852                                     | 1855      | Jean Favard            |           |                                    |
| 1855                                     | 1860      | Victor Tricou          |           |                                    |
| 1860                                     | 1865      | Jean Pierre Solacroup  |           |                                    |
| 1865                                     | 1868      | Jean Delmas            |           |                                    |
| 1868                                     | 1870      | Antoine Thoueille      |           |                                    |
| 1870                                     | 1874      | Jean Delmas            |           |                                    |
| 1874                                     | 1876      | Georges de Raigniac    |           |                                    |
| 1876                                     | 1887      | Pierre Thoueille       |           |                                    |
| 1887                                     | 1908      | Anselme Favard         |           |                                    |
| 1908                                     | 1919      | Pierre Desbans         |           |                                    |
| 1919                                     | 1929      | Anselme Favard         |           |                                    |
| 1929                                     | 1935      | Jean Hibert            |           |                                    |
| 1935                                     | 1945      | Louis Schaub           |           |                                    |
| 1945                                     | mars 1959 | Jean Faubel            |           |                                    |
| mars 1959                                | mars 1983 | Guy Delvit             |           |                                    |
| mars 1983                                | mars 2001 | Michel Verdier         |           |                                    |
| mars 2001                                | mars 2014 | Jean-Claude Bouzerand  |           | Retraité de l'enseignement         |
| mars 2014                                | En cours  | Éric Grasset           | DVG       | Technicien à Métaltemple Aquitaine |
| Les données manquantes sont à compléter. |           |                        |           |                                    |

## Population et société

### Démographie
L'évolution du nombre d'habitants est connue à travers les recensements de la population effectués dans la commune depuis 1793. Pour les communes de moins de 10 000 habitants, une enquête de recensement portant sur toute la population est réalisée tous les cinq ans, les populations de référence des années intermédiaires étant quant à elles estimées par interpolation ou extrapolation. Pour la commune, le premier recensement exhaustif entrant dans le cadre du nouveau dispositif a été réalisé en 2006.

En 2022, la commune comptait 837 habitants, en évolution de −2,22 % par rapport à 2016 (Lot-et-Garonne : −0,18 %, France hors Mayotte : +2,11 %).
| 1793 | 1800 | 1806 | 1821 | 1831 | 1836 | 1841 | 1846 | 1851 |
| ---- | ---- | ---- | ---- | ---- | ---- | ---- | ---- | ---- |
| 495  | 496  | 536  | 489  | 520  | 541  | 515  | 510  | 526  |

| 1856 | 1861 | 1866 | 1872 | 1876 | 1881 | 1886 | 1891 | 1896 |
| ---- | ---- | ---- | ---- | ---- | ---- | ---- | ---- | ---- |
| 521  | 530  | 502  | 492  | 506  | 514  | 505  | 444  | 412  |

| 1901 | 1906 | 1911 | 1921 | 1926 | 1931 | 1936 | 1946 | 1954 |
| ---- | ---- | ---- | ---- | ---- | ---- | ---- | ---- | ---- |
| 418  | 420  | 387  | 344  | 373  | 381  | 356  | 416  | 477  |

| 1962 | 1968 | 1975 | 1982 | 1990 | 1999 | 2006 | 2011 | 2016 |
| ---- | ---- | ---- | ---- | ---- | ---- | ---- | ---- | ---- |
| 618  | 725  | 731  | 858  | 869  | 837  | 870  | 848  | 856  |

| 2021 | 2022 | - | - | - | - | - | - | - |
| ---- | ---- | - | - | - | - | - | - | - |
| 841  | 837  | - | - | - | - | - | - | - |

| selon la population municipale des années : | 1968 | 1975 | 1982 | 1990 | 1999 | 2006 | 2009 | 2013 |
| Rang de la commune dans le département      | 80   | 71   | 59   | 61   | 74   | 71   | 70   | 73   |
| Nombre de communes du département           | 326  | 311  | 313  | 317  | 317  | 319  | 319  | 319  |

### Enseignement
Condezaygues fait partie de l'académie de Bordeaux.

### Activités sportives
Chasse, pétanque, randonnée pédestre,

### Écologie et recyclage
La collecte et le traitement des déchets des ménages et des déchets assimilés ainsi que la protection et la mise en valeur de l'environnement se font dans le cadre de la communauté de communes Fumel Vallée du Lot.

## Culture locale et patrimoine

### Lieux et monuments

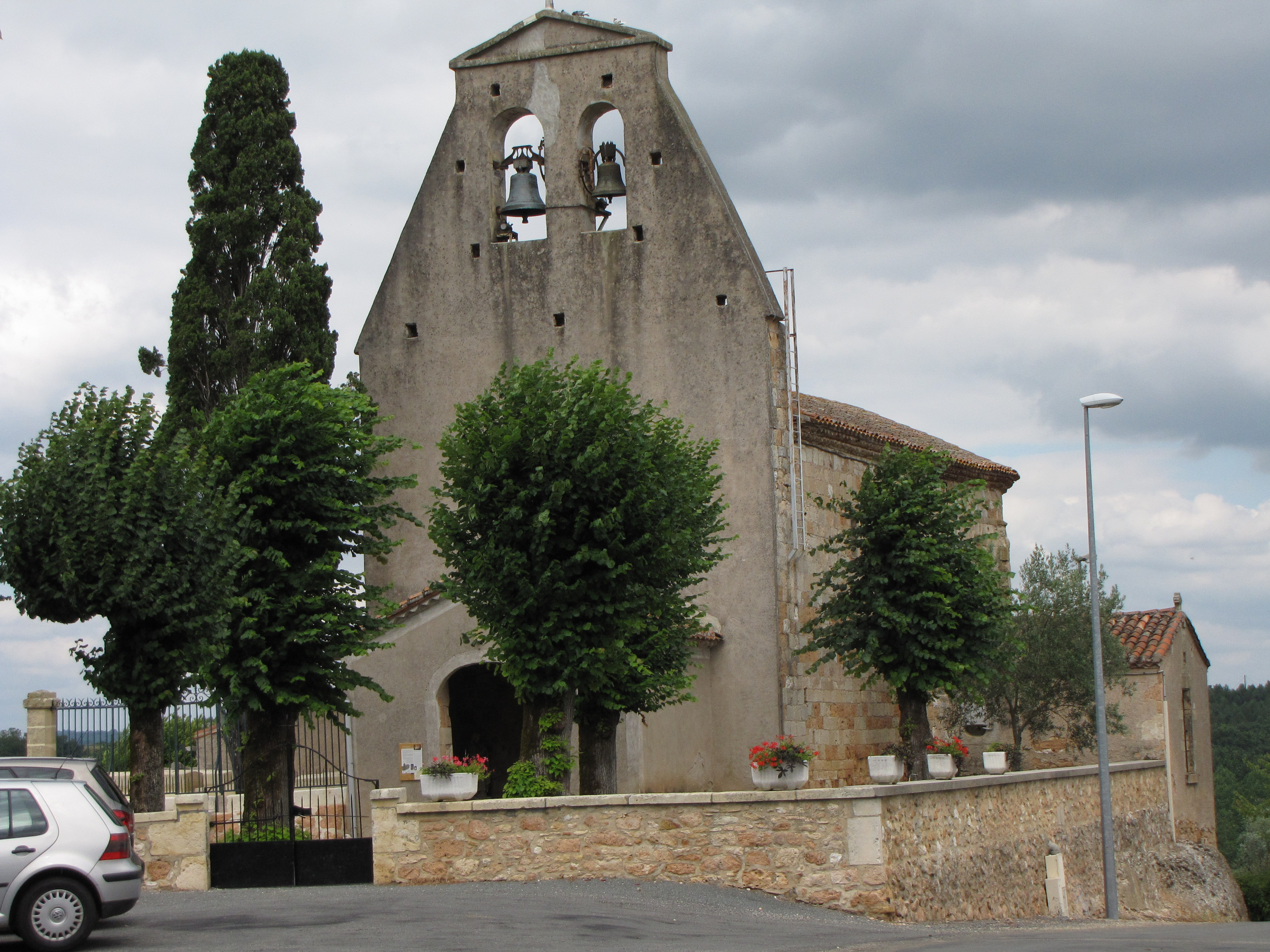
L'église Saint-Pierre.

- Église Saint-Pierre de Condezaygues, romane, à clocher mur. Elle est inscrite à l'Inventaire général du patrimoine culturel[36].